# حسنعلي المرواريد
 حسن علي بن محمد رضا بن شهاب المرواريد (1911-1329 هـ / 1425 هـ-2004) هو عالم دين شيعي إيراني. ولد في السابع من شوال سنة 1329 هـ في مدينة مشهد، ثاني أكبر المدن في إيران.
كانت أكثر دراسته الدينية عند آية الله الميرزا مهدي الأصفهاني (مؤسس المدرسة التفكيكية)، كما حضر درس آية الله حسن علي الاصفهاني، وآية الله هاشم القزويني، وكان من أبرز حملة لواء المدرسة التفكيكية. والمدرسة التفكيكة التي ينتسب إليها المرواريد تركز على انتقاد العرفان، ومن المحاور التي ترتكز عليها هذه المدرسة هي تجاوز مفاهيم وتعريفات وأصول الفلسفة وعدم إدخالها في فهم النص الديني.
قام بتدريس مرحلة الخارج في الفقه؛ حيث واظب عليها مدة أربعين سنة تقريبا، قدّم خلالها بحوثاً ودراسات في مجال العقائد. فكان عدد كبير من الطلبة يحضرون درسه، وأبرزهم آية الله محمد باقر علم الهدى وابنه مهدي المرواريد. توفي في 25 شعبان 1425 هـ في مدينة مشهد، ودفن في حرم علي بن موسى الرضا.

## المؤلفات
- تنبيهات حول المبدأ والمعاد. هو أبرز مؤلفاته، حيث تناول موضوعات في العقائد الإسلامية كالتوحيد والصفات، وخلق الروح الإنسانية، وأفعال الإنسان، والمصير والمآل إلى الله، وكذلك موضوعات تتعلق بالمسائل العقائدية التي تشمل الفروع والتفصيلات.[5]